# Bob Bonte
Bob Herbert Bonte (Amsterdam, 1 augustus 1929 - Amstelveen, 3 september 1988) was een Nederlands topzwemmer.
Bonte vertegenwoordigde Nederland als schoolslagzwemmer eenmaal op de Olympische Spelen: Londen 1948. Bij dat toernooi reikte Bonte, in het dagelijks leven werkzaam als kapper in zijn geboortestad Amsterdam, tot de achtste plaats in de finale van de 200 meter schoolslag. Opzien baarde hij in datzelfde jaar door een wereldrecord te zwemmen op de incourante 400 meter schoolslag. Met die prestatie was hij Nederlands eerste wereldrecordhouder in de zwemsport. Het record hield evenwel nog geen jaar stand. In 1949 schrapte de wereldzwembond Bontes toptijd uit de boeken.